# اصطياد أشباح
اصطياد أشباح فيلم وثائقي فلسطيني لعام 2017 من إخراج رائد أنضوني، وبطولة رمزي مقدسي. حصل على جائزة أفضل فيلم وثائقي في الدورة 67 لمهرجان برلين السينمائي 2017. أيضًا، قُدم كفيلم فلسطيني لأفضل فيلم بلغة أجنبية في حفل توزيع جوائز الأوسكار 91، لكنه لم يُرشح.

## القصة
يحكي قصص الأسرى الفلسطينيين في إسرائيل المفرج عنهم حيث يسترجعون ويعيدون خلق التجارب المروعة التي مروا بها في المعتقلات الإسرائيلية.

## روابط خارجية
- اصطياد أشباح على موقع IMDb (الإنجليزية)
- اصطياد أشباح على موقع قاعدة بيانات الأفلام العربية
- اصطياد أشباح على موقع ألو سيني (الفرنسية)
- اصطياد أشباح على موقع فيلمافينيتي (الإسبانية)
- اصطياد أشباح على موقع قاعدة بيانات الفيلم (الإنجليزية)
- اصطياد أشباح على موقع ليتربوكسد (الإنجليزية)
- اصطياد أشباح على موقع كينوبويسك (الروسية)
- اصطياد أشباح  في قاعدة بيانات الأفلام على الإنترنت (بالإنجليزية)